# Вештица
Вештица (ијек. вјештица) или вештац (ијек. вјештац) особа је која се бави вештичарењем.
У митологији се вештице сматрају бићима које поседује натприродне и магијске моћи и обично се замишљају како лете на метли. Чест пратилац вештице у бајкама је црна мачка или врана.
У прошлости, многе особе су оптуживане да се баве вештичарењем и под таквим оптужбама прогоњене и убијане. У већини случајева то су биле жене, а једна од најчувенијих и најсуровијих казни била је спаљивање на ломачи. И данас, у виду неопаганизма постоје оваква веровања, као и људи који себе називају вештицама и вешцима.

## Вештица у словенској митологији
Код свих Словена, првобитно је била преанимистички хтонични демон, као и вампир и она је, по својој природи и функцијама женски корелат вампира. Вештице су, претрпеле велике промене од оних првобитних, па до савремених схватања и веровања. Оне су првобитно биле демони само једне уже сродничке заједнице да би касније биле жене које које у себи имају ђаволски дух, које ноћу излазе из гробља па море децу. За разлику од вампира који углавном сише крв, вештица се храни људским срцима и џигерицом.
Ове особине и функције су изворне и све се могу пронаћи код других индоевропских народа, нарочито су сродне са грчким и римским стригама (које су се јављале у облику ноћних птица док се вештице инкарнирају у лептира). Реч вештица, са особеностима које представља, искључиво је словенска и као таква је заједничка за све балканске Словене.
Према руским схватањима, вештице се могу сврстати у две групе, док се код веровања Срба оне могу поделити на три групе. У прву групу би спадале вештице у најпримитивнијем и правом (изворном) значењу: то су женски демони манистичког порекла које устају из гробља у којем живе преко дана, а ноћу нападају људе и децу и ваде им срца или џигерицу, којом се хране. У другу групу долазе демонске жене, које су или са рођењем донеле способност да буду вештице или су је стекле касније на тај начин што их је у занат упутила старија вештица. У трећу групу би долазиле извесне старе жене које се називају вештицама, али које нису у правом смислу вештице, него су обичне врачаре.
За одбрану од вештица најчешће су коришћене басме и утуци. Најјачим утуком се сматрају бели лук и глогов колац. Често је употребљаван рог који се палио, а у приморју се против сумњивих вештица «бацају рози» (упиру испружени мали прст и кажипрст, док су остали прсти савијени).

У неким босанским пределима се за заштиту од уласка вештице у кућу користи и нож, одоздо забоден у оквир врата или прозора. Веома ефикасним су се сматрали со и покушај стварања савеза са вештицом употребом еуфемизама. 
Вештици која уђе у кућу ваља дати парче хлеба по коме су посута три зрнца соли, па не може ништа наудити.
 Доказ савеза са вештицом је што се понекад апострофира са речју кума. Осим речи кума употребљавани су многи други еуфемизми који су настали из осећања великог респекта и страха. И само име вештица је еуфемизам, право име за њу није познато, мада би било логично да је то вешта (ако је мушки род вештац).
По исказима особа које су наводно имале сусрет са вештицама, способност говора у том тренутку је одузета, иако је особа свесна и визуелно све доживљава.
Шимун Милиновић и Јосеф Холечек наводе податке да је у Далмацији и Црној Гори, у њихово време, постојало код неуког народа веровање, да вештице једу срце малој деци.

### Баба Јага
Понекад је у словенској митологији вештица називана и Баба Јага (рус. Ба́ба-Яга́, срб Баба Рога, мак Баба Рога, буг. Ба́ба Я́га, пољ. Baba Jaga). Она је чаробница која живи у шуми, у изби постављеној на кокошије ноге. Око ове куће је ограда од људских костију и лобања, уместо браве су вилице оштрих зуба. Реза је људска нога, а кључ — рука.
Баба Јага хвата јунаке и прождире људе, а у пећи пече украдену децу.
Најчешће је замишљана као ружна старица огромних груди, слепа или болесних очију.
У неким причама се помиње да се кућа неће окренути и приказати врата док се не изговоре чаробне речи. Према неким теоријама колиба на кокошјим ногама заправо је интерпретација уобичајене конструкције номадских народа у Сибиру, Уралу и Тунгузији, намењене чувању залиха од животиња. Колиба без врата или прозора поставила би се на високе стубове од дрвећа који су личили на кокошије ноге. Сличну али мању конструкцију користили су у Сибиру за фигуре богова које су једва стале у кућу, као што у бајкама Баба Јага испуни унутрашњост колибе.

## Прогони „вештица“ у историји
Током средњег века у многим католичким земљама Европе постојали су закони против вештичарења, који су били један од начина борбе против јеретика. Најчешће су осуђиване жене, а казна је била спаљивање на ломачи. Прво велико спаљивање вештица одиграло се 1482. године у Севиљи.
Остаци познатих јеретика, грешника и »вештица« често би по судском налогу били после спаљивања уситњавани и разбацивани по ђубришту. Скелет индивидуе, оптужене за вештичарење, по закону званом »Акт Вештичарења«  спаљен 1582. године у енглеском месту Свети Осит (St. Osyt, Brightlingsea), откривен је у релативно добром стању, иако је био изложен пламену и великим температурама које ломача може развити и био положен у земљу пре више од четири стотине година. Антрополози, који су анализирали пронађене остатке, претпоставили су да је тело било непотпуно спаљено и да су сродници при инхумацији успоставили анатомски распоред остатака.
Најпознатији лов на вештице одиграо се 1692. године, када је деветнаесторо људи у америчком граду Сејлем, у држави Масачусетс, осуђено на смрт. Сејлем је тако постао град који се касније и у филмовима, позоришним представама и књижевности користио као инспирација за приче о вештицама, а данас се тамо налази и музеј.
Артур Милер је 1953. написао чувени комад инспирисан вештицама из Сејлема.
У Кенији је, иако су распрострањене различите афричке религије, ислам и хришћанство, и данас веома изражен страх од магије који је кулминирао у мају 2008, када је у области Кисии, полиција је ухапсила 19 људи осумњичених да су спалили једанаесторо сународника које су оптужили за вештичарење.

### Појединачни примери прогона "вештица" у Србији почетком 19. века
У устаничкој а потом и у Кнежевини Србији није било системског или законског масовног прогона вештица. Међутим, ипак су забележени појединачни примери прогона и кажњавања за вештичарење или врачање, почетком 19. века. Ово случајеви су забележени током транзиционих периода "прелаза са турске на српску власт" коју карактерише недостатак државног уређења и закона, двовлашће и необразованост нових представника локалних власти. О томе се може судити на основу сачуваних докумената којих није много. Оно што се зна јесте да су наводне вештице биле изузетно озлоглашене у народу и са њима се неретко веома окрутно поступало. Према сачуваним записима публицисте Тихомира Р. Ђорђевића, у селу Жабарима у Поморављу су извесну Пауну, по Карађорђевој заповести, привезали уз ражањ и пекли је „међу две ватре“. У време Карађорђевог устанка, Антоније Пљакић, руднички војвода, испекао је насред Карановца неку бабу за коју је чуо да је вештица. Осим спаљивања, дешавало се да вештица буде убијена из пиштоља или ножевима, као што је у то време био случај са маћехом неког Петра Јоксића из Тополе. Постоји прича да је у децембру 1846. године дошао турски буљубаша у село Брдо и да су му се тамо сујеверни сељаци пожалили да им једна баба „мори“ децу. Буљубаша је батинао бабу, али и њене другарице које је ова у очајању оптужила да су такође вештице. Батинама су биле излечене од вештичарења, а за труд буљубаша је добио новчану награду. Било је још примера гоњења вештица. Кнез Средоје из Солутуше је обавестио кнеза Милоша да је 1824. године један човек убио неку бабу зато што је вештица. Кнез је добијао извештаје да су жене због оптужби да су вештице пребијане и забранио је Србима да туку жене. Тако је 1822. године заштитио извесну баба Христу из Божурње, у Крагујевачкој нахији, за коју су сељани говорили да је вештица и намеравали да је убију. Његова наредба је била да нико не сме да се усуди „да је и најмање додирне, а камоли да је и даље назива вештицом, јер она то није“.

### Стари обичаји везани за „вештице“ на простору данашње Црне Горе
И на просторима који су данас у саставу Црне Горе је било „лова на вештице“. У селу Крњицама у Црној Гори су људи посумњали да је једна жена вештица, па су је одвезли на Скадарско језеро и бацили у воду. Пошто није потонула, то им је био сигуран знак да је вештица. Павле Ровински је на ту тему записао да је постојао обичај вадити мазију, ужарено гвожђе голим рукама, из котла са водом. Ако би особа остала неповређена, невина је. Исти обичај је записан и у 84. члану Душановог законика. Против осумњичених жена се употребљавао и други начин доказивања, да ли су вештице. Такву жену би изненада ухватили, на народном скупу. Ланац којим коњи носе сено би усијали на ватри, жену би свукли до кошуље, обавили би је тим ланцем, да се усијане алке упијају у тело. Једна је тако издржала сву ту проверу и до краја живота, до дубоке старости од тога су остали трагови, али се она на тај начин оправдала. То је било у Пиви пре око 30 година од када је Ровински писао Етнографију Црне Горе. О томе му је причао човек којем је, као и другој деци, она показивала те трагове. Ровински је писао и о другим народним причама и обичајима везаним за вештице у Црној Гори. Црмничани су у ранија времена били сујеверни, веровали су у вештице, па их митрополит Петар Први кори: Ја сам по свијету у нека мјеста ходио и неколико књигах читао и нигђе не нађох, нити ми ко каза да има вјештицах и вједогоњах, нако међу слијепим и жалостним србским народом, а зашто него зато што је слијеп и зашто више лажи вјерује, неголи јевангелије Христово...

## Савремено вештичарство
Крајем 20. века наступа прави процват неопаганизма и вештичарства, у жељи да се очува континуитет древних традиција често се користе многи пантеони из различитих времена и култура. Насупрот раширеној представи вештица које пију крв, велики број савремених вештица изражавају приврженост природи и животињама, па су вегетаријанци.
Вештичарство сматра живот сваког појединца као свети дар и наглашава испреплетаност свих ствари, како видљивих тако и невидљивих. Стицање знања о магијској употреби биља је саставни део обуке сваке вештице.

### Ноћ вештица
Ноћ вештица (енгл. Halloween) је светковина која се у појединим земљама прославља 31. октобра, а скраћеница је од Свето вече уочи Свих светих или енгл. All Hallow's Eve или -Hallow Eve. Слави се највише у Ирској, САД, Канади, Аустралији и Новом Зеланду.
Овај празник је карактеристичан по костимима које облаче деца и траже слаткише од одраслих. Куће и дворишта се украшавају изрезбареним бундевама.
Ноћ Вештица води порекло од келтског паганског обичаја, који се обележавао у јесен,током пуног месеца. Када су друиди ишли од куће до куће, маскирани у сабласти тражили од људи дарове за приношење жртве духовима. Уколико би ови то одбили, друиди би их застрашивали клетвама.

## Документарни филм
- Столеће убијања: Лов на вештице - 1. епизода (Хроника - Средњовековна историја - Званични јутјуб канал)
- Столеће убијања: Лов на вештице - 2. епизода (Хроника - Средњовековна историја - Званични јутјуб канал)
- 1612. година: Узнемирујуће суђење за вештичарење које је шокирало Британију (Хроника - Средњовековна историја - Званични јутјуб канал)